# 蜥蜴女孩
《蜥蜴女孩》是1996年4月15日至6月24日在日本朝日电视台播出的电视连续剧，改編自萩尾望都的同名漫畫，由菅野美穗主演，共十一集。平均收视率为11.5%。首集收视率7.9%，大结局收视率19.4%，是收视率上升最多的日本电视剧之一。

## 剧情梗概
麗佳（菅野美穗飾）出生時在母親百合子（川島直美飾）眼中是一隻蜥蜴的形象，百合子因此十分厭惡麗佳，不久次女麻美（榎本加奈子飾）誕生，百合子便將所有的寵愛都給了麻美，而百般針對麗佳。
麗佳八歲那年，百合子生日時麗佳用盡自己的儲蓄買了一條絲巾送給媽媽，卻遭到責罵，傷心欲絕的麗佳投河自盡，恰好被路過的同班同學岡崎昇（岡田義德飾）救起。麗佳驚恐地發現，自己在鏡子中是蜥蜴的形象。從那天起，理佳把內心封閉起來，變得沉默寡言。
自己是個“怪物”的意識無時無刻不影響著麗佳，長大後，面對愛情和未來，麗佳始終無法相信自己能夠獲得幸福。

## 出演列表
- 菅野美穗 饰 青岛莉香
- 冈田义徳 饰 冈崎升
- 小岭丽奈 饰 桥本春织
- 佐藤仁美 饰 三上伸子
- 川島直美 饰 百合子(真實身分為蜥蜴公主)

## 播映
- 日本：朝日电视台（首播），1996年4月15日至6月24日每周一晚上八点（20:00）播出。